# Schützeberger Hof

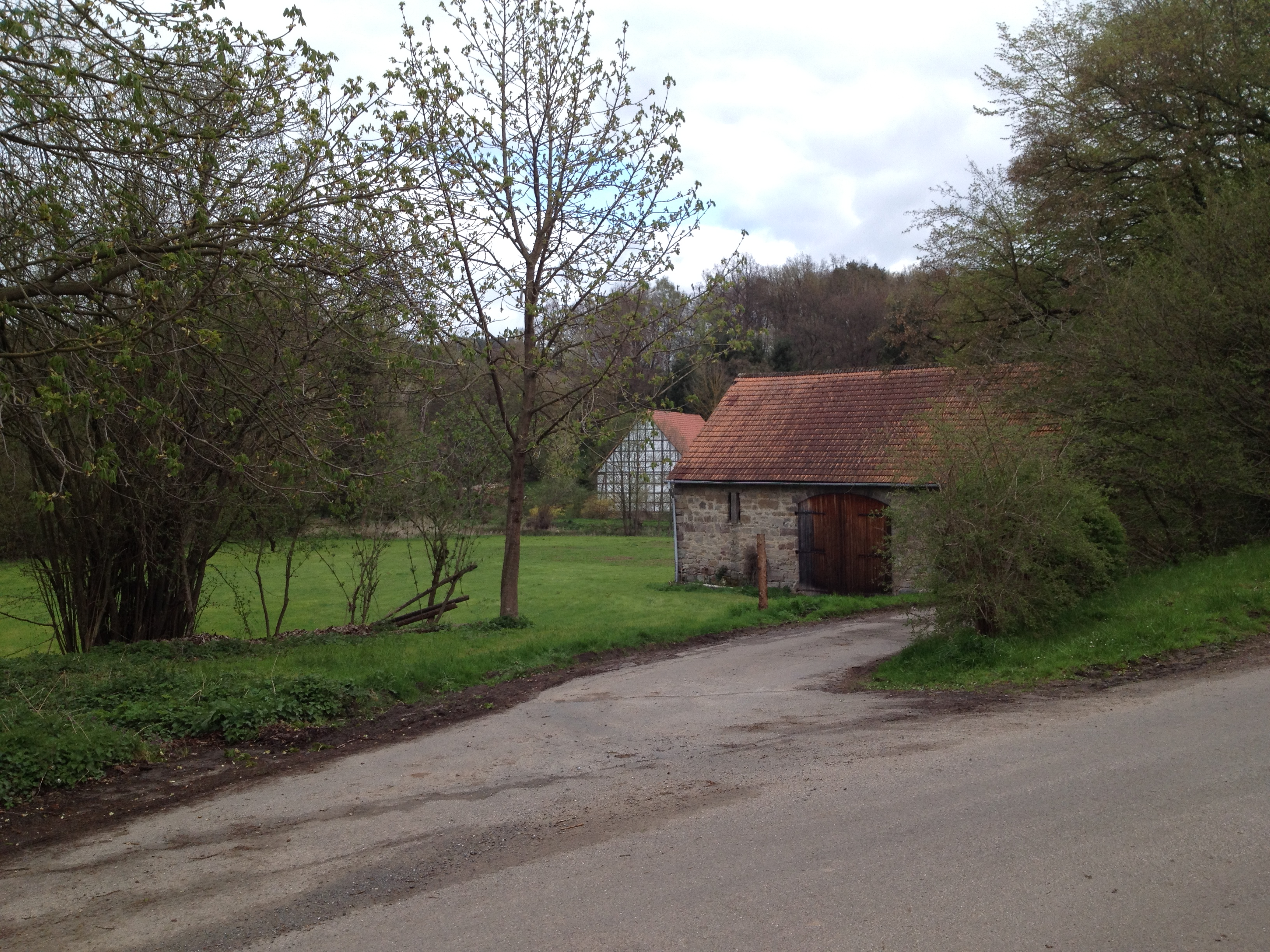
Die ehem. Papiermühle Schützeberger Hof

Der Schützeberger Hof bei Wolfhagen im nordhessischen Landkreis Kassel ist eine ehemalige, im 17. Jahrhundert begründete und bis nach 1830 betriebene Papiermühle; seit der Einstellung der Papierproduktion wird der Hof als landwirtschaftlicher Betrieb geführt.

## Geographische Lage
Das Anwesen befindet sich am Nordufer der Erpe, am Fuß des Mühlenbergs, etwa 2,5 km nordöstlich der Kernstadt Wolfhagen. Die Landesstraße L 3214 („Schützeberger Straße“) von Wolfhagen nach Nothfelden und der Abschnitt Wolfhagen–Altenhasungen der Bahnstrecke Volkmarsen–Vellmar-Obervellmar mit dem Eisenbahnviadukt Erpetalbrücke verlaufen westlich des Hofs, die von Altenhasungen im Osten kommende L 3390 nördlich. Auf dem Südufer der Erpe gegenüber dem Hof befinden sich zwei Fischteiche. Die „Neue Mühle“ liegt etwa 300 m flussabwärts am Fuß des Schützebergs.

## Geschichte
Im Jahre 1619 berief der damalige Besitzer des Schlosses Elmarshausen, einer der Herren von der Malsburg, den Papiermacher Matthias Schuerman aus Lemgo nach Elmarshausen. Dieser baute nordwestlich des Schlosses auf dem rechten Ufer der Erpe, etwa wo der Lindengrund auf die Erpe stößt, eine schon seit 1236 bezeugte Mahlmühle zu einer Papiermühle um. Seine Söhne führten die Elmarshäuser Papiermühle weiter und eröffneten weitere Betriebe in der näheren und weiteren Umgebung.
Einer von ihnen, Michael Schuermann (1612–1672), arbeitete zunächst auch in Elmarshausen, machte sich dann aber selbstständig und gründete um 1670 die Papiermühle unterhalb des Mühlenbergs, unweit unterhalb der Einmündung des Lohbachs in die Erpe. Auch diese Mühle war zunächst eine Getreidemühle, wurde jedoch mit zwei neuen Gängen in eine Papiermühle umgewandelt. Die Papiermühle wurde bis ins 19. Jahrhundert von seinen Nachkommen betrieben. Als Rohmaterial dienten größere Mengen Reste von Textilien, die Lumpensammler aus dem Umland anlieferten und die von dem durch Wasserkraft angetriebenen Stampfwerk zerfetzt und nach Vergärung zerfasert wurden. Als dann im 19. Jahrhundert maschinell hergestelltes Papier aus Holz billiger war, wurde die Papiermühle unrentabel und nach 1830 in einen landwirtschaftlichen Betrieb umgewandelt. 1978 wurde das Mühlenhaus abgebaut; es soll eines Tages im Freilichtmuseum Hessenpark in Neu-Anspach im Hochtaunuskreis wieder aufgestellt werden.
Auch die Elmarshäuser Papiermühle konnte mit den modernen Papierfabriken nicht mehr konkurrieren und stellte ihre Produktion um 1851 ein.
Die Familie Schürmann bzw. Scheuermann hatte das Recht, ihre Verstorbenen auf dem Friedhof auf dem Schützeberg zu bestatten. Sieben kunstvoll im Barockstil gestaltete und im Jahre 2018 restaurierte Grabplatten zeugen noch heute von dieser wohlhabenden und angesehenen Familie.